# 常瀧寺の大イチョウ
常瀧寺の大イチョウ（じょうりゅうじのおおイチョウ）は、兵庫県丹波市青垣町大名草（おなざ）字ウトンド2034に生育するイチョウの巨樹。兵庫県指定の文化財（天然記念物）に指定されている。常瀧寺の大公孫樹あるいは常瀧寺大公孫樹とも表記される。
樹高は約30メートル、幹回りは約11.4メートル。丹波市は「イチョウの木としては西日本最大級」としている。幹周りについて丹波新聞は「兵庫県内で最も太い」としている。愛宕山中腹の標高約410メートルの地点に所在する。所有および管理は高野山真言宗の寺院、愛宕山常瀧寺が行っている。
イチョウは雄花と雌花をそれぞれ異なる個体に付ける雌雄異株の植物であることが知られており、本樹は雄株である。本樹は山の中腹という場所にありながら、黄葉の時期が比較的遅いという特徴がある。例年11月下旬頃から黄葉が始まり、山麓にあるイチョウが落葉する11月末から12月初めに見ごろを迎える。散り落ちた葉は根元の地面を黄色に染める。

## 形状
樹高は約30メートル。ただし1983年（昭和58年）発行の『兵庫県大百科事典』では樹高15メートルとなっている。一般社団法人兵庫県林業会議（2018）によると、主幹の幹回りは約11.4メートル。幹回りは、常瀧寺のウェブサイトでは11メートル、環境庁『日本の巨樹・巨木林』では10メートルとなっており、また一般社団法人兵庫県治山林道協会は11.14メートルとしている。主幹内部には空洞ができており、また主幹の上部表面にある焼け焦げた跡には炭化した創傷が生じている。空洞や創傷の原因は判然としないが、落雷によるものである可能性が指摘されている。
横に張り出した枝幹から多数の気根が垂れ下がっており、一部の気根は地面に届き、そこからひこばえが生育している。気根が乳房のような形状をしていることから、地元の人々から古来より乳の木あるいは乳の木さんと呼ばれ親しまれている。樹皮、とりわけ気根の皮を煎じて飲用すると母乳の分泌が良くなるといわれており、母乳の出が良くない女性らから民間信仰の対象とされてきた。

## 歴史
712年（養老2年）に常瀧寺を開基した仙人の法道によって植えられたと伝承されており、このことから樹齢約1300年と推定されている。江戸時代の地誌『丹波志』によると、1577年（天正5年）に明智光秀が丹波攻めを行った際、当時本樹の傍にあった常瀧寺が戦火で焼失したが、本樹は被害を免れたとされる。1925年（大正14年）、兵庫県指定の郷土記念物に指定される。1975年（昭和50年）3月11日、兵庫県の「環境の保全と創造に関する条例」に基づき同県の郷土記念物に指定される。
1990年（平成2年）ごろ、本樹の保護および樹勢回復を目的とした診断および治療などを事業内容とする「乳の木さんを守る会」（大名草健笑会）が有志住民らによって組織された。2002年（平成14年）4月9日、兵庫県指定の文化財（天然記念物）に指定される（指定番号：119）。2005年（平成17年）、「ひょうごの巨樹・巨木100選」に選定された（100選順番号：77）。2020年（令和2年）11月に本樹を見て惹かれた氷上町町民によって翌2021年（令和3年）4月ごろに「常瀧寺の大銀杏再興プロジェクト」が立ち上げられ、同年8月28日には「常瀧寺のお茶の会」が開催された。

## 樹勢回復治療
1950年代以降、本樹の周囲にスギやヒノキを植林する活動が実施されており、これにより本樹の生育が保護されてきた。しかし2010年代には、スギが樹高25メートル以上に成長し、陽光が遮断されたり本樹を圧迫したりするなど本樹の生育に不利な影響を与えるようになった。このため兵庫県みどりのヘリテージマネージャ会は2020年（令和2年）、本樹の樹勢回復を目的として周囲のスギを一定程度伐採する計画を発表した。

## DNA
徳島大学の佐藤征弥は、イチョウの伝播について調べるためにイチョウの巨樹のDNAを解析した。その結果、日本のイチョウの巨樹については合計23タイプのDNAが見つかり、「東日本1」という日本で最も本数の多いタイプに「佐用の大イチョウ」や鎌倉市の「鶴岡八幡宮の大イチョウ」とともに本樹が含まれるとされる。

## アクセス
北近畿豊岡自動車道の青垣インターチェンジから自動車で約10分で常瀧寺に到着。そこから登山道を徒歩で約30分。